# Semínský akvadukt
Semínský akvadukt se nachází nedaleko obce Semín v okrese Pardubice. Je to mimoúrovňová křižovatka dvou vodních toků, Opatovického kanálu, který křižuje Sopřečský potok ve výšce asi dvou metrů.

## Historie
Opatovický kanál byl postaven v letech 1498 až 1521. Stavitelem byl pernštejnský fišmistr Kunát Dobřenský z Dobřenic. Po výstavbě jezu v Opatovicích v letech 1783 až 1787 byl kanál přeložen od mlýna Výrov v Břehách do dnešního zaústění. V této době byl také postaven Semínský akvadukt. 
Při celkové rekonstrukci vodního kanálu v roce 2003 byl rekonstruován i akvadukt.

## Popis
Semínský akvadukt se nachází v říčním kilometru 29,4 Opatovického kanálu a ve výšce asi dvou metrů překonává Sopřečský potok. Původní akvadukt byl z dřevěných trámů těsněných jílem. Po rekonstrukci v roce 2003 byl opraven betonový akvadukt a nově byl vybudován přepad pro odtok nadbytečné vody z kanálu do potoka. Tímto protipovodňovým opatřením se snížilo riziko zatopení obce Semín při povodních.
Akvadukt je dlouhý 13,5 m, široký sedm metrů.